# 教会論
教会論（きょうかいろん）とは、教会についての議論である。この「教会（Church、Εκκλησια）」は、イエス・キリストによって贖われた人々の総称であり、また、そのような人々の地域的な交わりを指す。